# Latridius minutus
Latridius minutus là một loài bọ cánh cứng trong họ Latridiidae. Loài này được Linnaeus miêu tả khoa học năm 1767.

## Hình ảnh

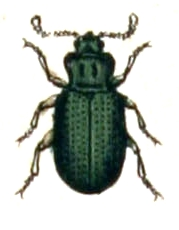